# Élections législatives de 2012 dans le Pas-de-Calais
Les élections législatives françaises de 2012 se sont déroulées les 10 et 17 juin 2012. Dans le département du Pas-de-Calais, douze députés sont à élire dans le cadre de douze circonscriptions, soit deux de moins en raison du redécoupage territorial.

## Élus
|   | Circonscription | Député sortant       |  | Parti | Député élu ou réélu  |                | Parti          |
| - | --------------- | -------------------- |  | ----- | -------------------- | -------------- | -------------- |
| ≠ | 1re             | Jacqueline Maquet    |  | PS    | Jean-Jacques Cottel  |                | PS             |
| ≠ | 2e              | Catherine Génisson   |  | PS    | Jacqueline Maquet    |                | PS             |
| ≠ | 3e              | Jean-Claude Leroy    |  | PS    | Guy Delcourt         |                | PS             |
| ≠ | 4e              | Daniel Fasquelle     |  | UMP   | Daniel Fasquelle     |                | UMP            |
| ≠ | 5e              | Frédéric Cuvillier   |  | PS    | Frédéric Cuvillier   |                | PS             |
| ≠ | 6e              | Jack Lang            |  | PS    | Brigitte Bourguignon |                | PS             |
| ≠ | 7e              | Gilles Cocquempot    |  | PS    | Yann Capet           |                | PS             |
| ≠ | 8e              | Michel Lefait        |  | PS    | Michel Lefait        |                | PS             |
| ≠ | 9e              | André Flajolet       |  | UMP   | Stéphane Saint-André |                | PRG            |
| ≠ | 10e             | Serge Janquin        |  | PS    | Serge Janquin        |                | PS             |
| ≠ | 11e             | Odette Duriez        |  | PS    | Philippe Kemel       |                | PS             |
| ≠ | 12e             | Jean-Pierre Kucheida |  | PS    | Nicolas Bays         |                | PS             |
| – | 13e             | Guy Delcourt         |  | PS    | Siège supprimé       | Siège supprimé | Siège supprimé |
| – | 14e             | Albert Facon         |  | PS    | Siège supprimé       | Siège supprimé | Siège supprimé |

## Rappel des résultats départementaux des élections de 2007
| Parti                                             | Parti                                       | Premier tour | Premier tour | Second tour | Second tour | Sièges |
| Parti                                             | Parti                                       | Voix         | %            | Voix        | %           | Sièges |
| ------------------------------------------------- | ------------------------------------------- | ------------ | ------------ | ----------- | ----------- | ------ |
|                                                   | Parti socialiste                            | 235 759      | 36,58        | 335 436     | 57,02       | 12     |
|                                                   | Parti communiste français                   | 42 176       | 6,54         |             |             | 0      |
|                                                   | Les Verts                                   | 15 309       | 2,37         | 0           |             |        |
|                                                   | Mouvement républicain et citoyen            | 654          | 0,10         | 0           |             |        |
|                                                   | Gauche parlementaire                        | 293 898      | 45,60        | 335 436     | 57,02       | 12     |
|                                                   |                                             |              |              |             |             |        |
|                                                   | Union pour un mouvement populaire           | 191 602      | 29,73        | 235 678     | 40,07       | 2      |
|                                                   | Nouveau centre                              | 9 270        | 1,44         |             |             | 0      |
|                                                   | Divers droite                               | 9 162        | 1,42         | 0           |             |        |
|                                                   | Mouvement pour la France                    | 3 685        | 0,57         | 0           |             |        |
|                                                   | Centre national des indépendants et paysans | 357          | 0,05         | 0           |             |        |
|                                                   | Majorité présidentielle                     | 214 076      | 33,22        | 235 678     | 40,07       | 2      |
|                                                   |                                             |              |              |             |             |        |
|                                                   | Front national                              | 47 256       | 7,33         | 17 107      | 2,91        | 0      |
|                                                   | UDF–Mouvement démocrate                     | 33 907       | 5,26         |             |             | 0      |
|                                                   | Chasse, pêche, nature et traditions         | 16 523       | 2,56         | 0           |             |        |
|                                                   | Ligue communiste révolutionnaire            | 16 015       | 2,48         | 0           |             |        |
|                                                   | Lutte ouvrière                              | 9 584        | 1,49         | 0           |             |        |
|                                                   | Divers écologiste dont LT-LNÉ et MÉI        | 5 688        | 0,88         | 0           |             |        |
|                                                   | Mouvement national républicain              | 2 421        | 0,38         | 0           |             |        |
|                                                   | Extrême gauche dont PT et COM               | 2 272        | 0,35         | 0           |             |        |
|                                                   | Debout la République                        | 855          | 0,13         | 0           |             |        |
|                                                   |                                             |              |              |             |             |        |
| Inscrits                                          | Inscrits                                    | 1 081 480    | 100,00       | 1 012 082   | 100,00      | 14     |
| Abstentions                                       | Abstentions                                 | 420 258      | 38,86        | 398 167     | 39,34       |        |
| Votants                                           | Votants                                     | 661 222      | 61,14        | 613 915     | 60,66       |        |
| Blancs et nuls                                    | Blancs et nuls                              | 16 727       | 2,53         | 25 694      | 4,19        |        |
| Exprimés                                          | Exprimés                                    | 644 495      | 97,47        | 588 221     | 95,81       |        |
| Source : Ministère de l'Intérieur - Pas-de-Calais |                                             |              |              |             |             |        |

## Impact du redécoupage territorial
Le département perd deux circonscriptions et obtient 12 sièges avec le redécoupage qui entraîne des modifications dans les 14 circonscriptions sortantes.
Ainsi, la disparition de la 13e circonscription (en fait, de la 3e) et de la 14e (en fait, la 11e) entraîne une modification de toutes les circonscriptions. Les cantons de l'ancienne 3e sont dispersés comme suit : les cantons d'Aubigny-en-Artois et de Saint-Pol-sur-Ternoise vont à la 1re, laquelle échange les cantons d'Arras-Ouest et Arras-Sud avec la 2e contre les cantons de Marquion et de Vitry-en-Artois; les cantons de Fruges, Hucqueliers et Le Parcq vont à la 4e, laquelle cède le canton d'Auxi-le-Château à la 1re ; les cantons de Desvres, Heuchin et Lumbres vont à la 6e, laquelle reprend aussi le canton d'Ardres de la 7e, et le canton de Fauquembergues de la 8e, mais cède les cantons de Boulogne-sur-Mer-Nord-Est et Boulogne-sur-Mer-Nord-Ouest à la 5e. Pour l'ancienne 11e, les cantons de Cambrin, Douvrin et Wingles vont à la 12e, laquelle perd le canton d'Avion au profit de la (nouvelle) 3e, et le canton de Sains-en-Gohelle au profit de la 10e; cette dernière prend aussi le canton de Nœux-les-Mines, mais laisse le canton d'Auchel à la 8e ; celle-ci prend le canton de Norrent-Fontes à la 9e, qui gagne le canton de Laventie; enfin, le canton de Carvin reste en (nouvelle) 11e (avec la totalité de l'ancienne 14e).

## Positionnement des partis
- L'accord PS-EELV n'est pas effectif dans le département, chaque formation politique part donc en autonomie lors de ces élections. Néanmoins, le PS s'accorde avec ses partenaires. Cela se traduit par un soutien du PS au maire PRG de Béthune Stéphane Saint-André[1].
- L'UMP a présenté ses candidats le 13 décembre 2011[2] et est présent sur toutes les circonscriptions.
- EELV a scellé une alliance avec le MEI le 19 décembre 2011[3]. En vertu de cet accord, le MEI soutient EELV dans 10 circonscriptions. En contrepartie, EELV soutient les candidats MEI dans deux circonscriptions, la Sixième circonscription du Pas-de-Calais et la Huitième circonscription du Pas-de-Calais.
- Le Collectif des Objecteurs de Croissance 62 a lancé sa campagne le 12 février, et présente des candidats sur toutes les circonscriptions ; la parité est respectée, le collectif présentant 6 hommes et 6 femmes[4].

## Résultats

### Résultats à l'échelle du département
| Parti                             | Parti                                     | Premier tour | Premier tour | Second tour | Second tour | Sièges |  |
| Parti                             | Parti                                     | Voix         | %            | Voix        | %           | Sièges |  |
| --------------------------------- | ----------------------------------------- | ------------ | ------------ | ----------- | ----------- | ------ |  |
|                                   | Parti socialiste                          | 206 295      | 33,81        | 274 857     | 51,90       | 10     |  |
|                                   | Divers gauche dont MRC                    | 31 242       | 5,12         | Retrait     | Retrait     | 0      |  |
|                                   | Europe Écologie Les Verts                 | 13 327       | 2,18         |             |             | 0      |  |
|                                   | Parti radical de gauche                   | 10 691       | 1,75         | 21 509      | 4,06        | 1      |  |
|                                   | Majorité présidentielle                   | 261 555      | 42,87        | 296 366     | 55,96       | 11     |  |
|                                   |                                           |              |              |             |             |        |  |
|                                   | Union pour un mouvement populaire         | 108 557      | 17,79        | 136 865     | 25,84       | 1      |  |
|                                   | Nouveau centre                            | 24 286       | 3,98         | 16 964      | 3,20        | 0      |  |
|                                   | Divers droite dont DLR, PCD               | 8 744        | 1,43         |             |             | 0      |  |
|                                   | Parti radical                             | 263          | 0,04         | 0           |             |        |  |
|                                   | Droite parlementaire                      | 141 850      | 23,25        | 153 829     | 29,04       | 1      |  |
|                                   |                                           |              |              |             |             |        |  |
|                                   | Front national                            | 124 761      | 20,45        | 79 409      | 14,99       | 0      |  |
|                                   | Front de gauche                           | 56 129       | 9,20         |             |             | 0      |  |
|                                   | Mouvement démocrate                       | 10 028       | 1,64         | 0           |             |        |  |
|                                   | Extrême gauche dont LO, NPA, POI          | 8 373        | 1,37         | 0           |             |        |  |
|                                   | Divers écologiste dont LT-LNÉ, MÉI et AÉI | 5 390        | 0,88         | 0           |             |        |  |
|                                   | Divers                                    | 1 401        | 0,23         | 0           |             |        |  |
|                                   | Extrême droite                            | 589          | 0,10         | 0           |             |        |  |
|                                   |                                           |              |              |             |             |        |  |
| Inscrits                          | Inscrits                                  | 1 084 424    | 100,00       | 994 547     | 100,00      | 12     |  |
| Abstentions                       | Abstentions                               | 460 912      | 42,5         | 436 380     | 43,88       |        |  |
| Votants                           | Votants                                   | 623 512      | 57,5         | 558 167     | 56,12       |        |  |
| Blancs et nuls                    | Blancs et nuls                            | 13 436       | 2,15         | 28 563      | 5,12        |        |  |
| Exprimés                          | Exprimés                                  | 610 076      | 97,85        | 529 604     | 94,88       |        |  |
| Source : Ministère de l'Intérieur |                                           |              |              |             |             |        |  |

### Résultats par circonscription

#### Première circonscription (Saint-Pol-sur-Ternoise)
| Candidat       | Candidat                | Parti          | Premier tour | Premier tour | Second tour | Second tour |  |
| Candidat       | Candidat                | Parti          | Voix         | %            | Voix        | %           |  |
| -------------- | ----------------------- | -------------- | ------------ | ------------ | ----------- | ----------- |  |
|                | Jean-Jacques Cottel élu | PS             | 23 196       | 37,26        | 31 658      | 52,59       |  |
|                | Michel Petit            | UMP            | 18 403       | 29,56        | 28 537      | 47,41       |  |
|                | Jean-Pierre d'Hollander | RBM (FN)       | 12 081       | 19,40        |             |             |  |
|                | Xavier Schmidt          | FG (PCF) (PG)  | 3 420        | 5,49         |             |             |  |
|                | Bruno Duvergé           | CpF (MoDem)    | 2 680        | 4,30         |             |             |  |
|                | Serge Ravaux            | EÉLV (MÉI)     | 1 435        | 2,30         |             |             |  |
|                | Dominique Durant        | LO             | 534          | 0,86         |             |             |  |
|                | Jérémy Lautour          | NPA            | 502          | 0,81         |             |             |  |
|                | Michel Legrand          | MOC            | 7            | 0,01         |             |             |  |
|                |                         |                |              |              |             |             |  |
| Inscrits       | Inscrits                | Inscrits       | 103 104      | 100,00       | 103 081     | 100,00      |  |
| Abstentions    | Abstentions             | Abstentions    | 39 371       | 38,19        | 40 198      | 39          |  |
| Votants        | Votants                 | Votants        | 63 733       | 61,81        | 62 883      | 61          |  |
| Blancs et nuls | Blancs et nuls          | Blancs et nuls | 1 475        | 2,31         | 2 688       | 4,27        |  |
| Exprimés       | Exprimés                | Exprimés       | 62 258       | 97,69        | 60 195      | 95,73       |  |

#### Deuxième circonscription (Arras)
| Candidat       | Candidat                          | Parti          | Premier tour | Premier tour | Second tour | Second tour |  |
| Candidat       | Candidat                          | Parti          | Voix         | %            | Voix        | %           |  |
| -------------- | --------------------------------- | -------------- | ------------ | ------------ | ----------- | ----------- |  |
|                | Jacqueline Maquet sortante réélue | PS (MRC)       | 21 345       | 42,92        | 27 626      | 59,27       |  |
|                | Jean-Marie Prestaux               | UMP            | 12 962       | 26,06        | 18 982      | 40,73       |  |
|                | Dalila Decobert                   | RBM (FN)       | 8 440        | 16,97        |             |             |  |
|                | Laure Olivier                     | EÉLV (MÉI)     | 2 377        | 4,78         |             |             |  |
|                | Sandra Dusautoir-Dionet           | FG (PCF)       | 2 286        | 4,60         |             |             |  |
|                | Véronique Loir                    | DLR            | 1 222        | 2,46         |             |             |  |
|                | Pascale Tillier                   | POI            | 304          | 0,61         |             |             |  |
|                | Colette Bellettre                 | NPA            | 232          | 0,47         |             |             |  |
|                | Abmajid Belhadj                   | LO             | 219          | 0,44         |             |             |  |
|                | Matthieu Fontana                  | S&P            | 199          | 0,40         |             |             |  |
|                | Terence Hien                      | MOC            | 147          | 0,30         |             |             |  |
|                |                                   |                |              |              |             |             |  |
| Inscrits       | Inscrits                          | Inscrits       | 84 287       | 100,00       | 84 287      | 100,00      |  |
| Abstentions    | Abstentions                       | Abstentions    | 33 325       | 39,54        | 35 002      | 41,53       |  |
| Votants        | Votants                           | Votants        | 50 962       | 60,46        | 49 285      | 58,47       |  |
| Blancs et nuls | Blancs et nuls                    | Blancs et nuls | 1 229        | 2,41         | 2 677       | 5,43        |  |
| Exprimés       | Exprimés                          | Exprimés       | 49 733       | 97,59        | 46 608      | 94,57       |  |

#### Troisième circonscription (Lens)
| Candidat       | Candidat                   | Parti          | Premier tour | Premier tour | Second tour | Second tour |  |
| Candidat       | Candidat                   | Parti          | Voix         | %            | Voix        | %           |  |
| -------------- | -------------------------- | -------------- | ------------ | ------------ | ----------- | ----------- |  |
|                | Guy Delcourt sortant réélu | PS             | 15 325       | 33,80        | 25 286      | 59,53       |  |
|                | Freddy Baudrin             | RBM (FN)       | 11 190       | 24,68        | 17 188      | 40,47       |  |
|                | Bruno Troni                | FG (PCF)       | 7 695        | 16,97        |             |             |  |
|                | Sophie Gauthy              | UMP (NC)       | 5 298        | 11,69        |             |             |  |
|                | Jean-François Caron        | EÉLV (MÉI)     | 3 128        | 6,90         |             |             |  |
|                | Benoni Delvallez           | Divers         | 1 078        | 2,38         |             |             |  |
|                | Monique Delevallet         | PDF            | 589          | 1,30         |             |             |  |
|                | Michel Darras              | LO             | 582          | 1,28         |             |             |  |
|                | Antoine Froissart          | NPA            | 197          | 0,43         |             |             |  |
|                | Razika Abchiche            | PRV            | 183          | 0,40         |             |             |  |
|                | Didier Gayant              | MOC            | 72           | 0,16         |             |             |  |
|                |                            |                |              |              |             |             |  |
| Inscrits       | Inscrits                   | Inscrits       | 87 348       | 100,00       | 87 344      | 100,00      |  |
| Abstentions    | Abstentions                | Abstentions    | 40 929       | 46,86        | 42 109      | 48,21       |  |
| Votants        | Votants                    | Votants        | 46 419       | 53,14        | 45 235      | 51,79       |  |
| Blancs et nuls | Blancs et nuls             | Blancs et nuls | 1 082        | 2,33         | 2 761       | 6,1         |  |
| Exprimés       | Exprimés                   | Exprimés       | 45 337       | 97,67        | 42 474      | 93,9        |  |

#### Quatrième circonscription (Montreuil)
| Candidat       | Candidat                       | Parti                         | Premier tour | Premier tour | Second tour | Second tour |  |
| Candidat       | Candidat                       | Parti                         | Voix         | %            | Voix        | %           |  |
| -------------- | ------------------------------ | ----------------------------- | ------------ | ------------ | ----------- | ----------- |  |
|                | Daniel Fasquelle sortant réélu | UMP                           | 23 116       | 43,89        | 28 704      | 54,87       |  |
|                | Vincent Léna                   | PS                            | 18 321       | 34,78        | 23 604      | 45,13       |  |
|                | Francis Leroy                  | RBM (FN)                      | 6 785        | 12,88        |             |             |  |
|                | Laurence Sauvage               | FG (PG) (PCF)                 | 2 307        | 4,38         |             |             |  |
|                | Alexandre Poiret               | EÉLV (MÉI)                    | 1 036        | 1,97         |             |             |  |
|                | Laurent Weill                  | MoDem                         | 365          | 0,69         |             |             |  |
|                | Patrick Macquet                | LO                            | 345          | 0,65         |             |             |  |
|                | Odette Goulnois-Lampin         | DLR                           | 306          | 0,58         |             |             |  |
|                | Pierre Fiquet                  | Divers (Mouvement anti-radar) | 87           | 0,17         |             |             |  |
|                | Armelle Desprez-Gayant         | MOC                           | 6            | 0,01         |             |             |  |
|                |                                |                               |              |              |             |             |  |
| Inscrits       | Inscrits                       | Inscrits                      | 87 381       | 100,00       | 87 387      | 100,00      |  |
| Abstentions    | Abstentions                    | Abstentions                   | 33 698       | 38,56        | 33 340      | 38,15       |  |
| Votants        | Votants                        | Votants                       | 53 683       | 61,44        | 54 047      | 61,85       |  |
| Blancs et nuls | Blancs et nuls                 | Blancs et nuls                | 1 009        | 1,88         | 1 739       | 3,22        |  |
| Exprimés       | Exprimés                       | Exprimés                      | 52 674       | 98,12        | 52 308      | 96,78       |  |

#### Cinquième circonscription (Boulogne-sur-Mer)
|                                   | Frédéric Cuvillier sortant réélu | PS             | 25 202 | 50,66  |  |  |  |
|                                   | Laurent Feutry                   | NC (UMP)       | 11 980 | 24,08  |  |  |  |
|                                   | Antoine Golliot                  | RBM (FN)       | 7 325  | 14,72  |  |  |  |
|                                   | Brigitte Passebosc               | FG (PCF)       | 3 189  | 6,41   |  |  |  |
|                                   | Fanny Puppinck                   | EÉLV (MÉI)     | 1 188  | 2,39   |  |  |  |
|                                   | Nicolas Fournier                 | LO             | 500    | 1,01   |  |  |  |
|                                   | Malika Hamiani                   | AÉI            | 322    | 0,65   |  |  |  |
|                                   | Malick Zeghdoudi                 | MOC            | 44     | 0,09   |  |  |  |
|                                   |                                  |                |        |        |  |  |  |
| Inscrits                          | Inscrits                         | Inscrits       | 89 827 | 100,00 |  |  |  |
| Abstentions                       | Abstentions                      | Abstentions    | 39 393 | 43,85  |  |  |  |
| Votants                           | Votants                          | Votants        | 50 434 | 56,15  |  |  |  |
| Blancs et nuls                    | Blancs et nuls                   | Blancs et nuls | 684    | 1,36   |  |  |  |
| Exprimés                          | Exprimés                         | Exprimés       | 49 750 | 98,64  |  |  |  |
| Source : Ministère de l'Intérieur |                                  |                |        |        |  |  |  |

#### Sixième circonscription (Desvres)
| Candidat       | Candidat                  | Parti          | Premier tour | Premier tour | Second tour | Second tour |  |
| Candidat       | Candidat                  | Parti          | Voix         | %            | Voix        | %           |  |
| -------------- | ------------------------- | -------------- | ------------ | ------------ | ----------- | ----------- |  |
|                | Brigitte Bourguignon élue | PS             | 15 035       | 27,66        | 27 309      | 54,31       |  |
|                | Frédéric Wacheux          | UMP            | 13 345       | 24,55        | 22 978      | 45,69       |  |
|                | Hervé Poher               | diss. PS       | 11 301       | 20,79        | Retrait     | Retrait     |  |
|                | Olivier Delbé             | RBM (FN)       | 10 125       | 18,63        |             |             |  |
|                | Betty Charles             | FG (PCF)       | 1 550        | 2,85         |             |             |  |
|                | Miguel Torrès             | MÉI (EÉLV)     | 925          | 1,70         |             |             |  |
|                | Thierry Ansel             | CpF (MoDem)    | 614          | 1,13         |             |             |  |
|                | Vincent Magniez           | LO             | 394          | 0,72         |             |             |  |
|                | Claudine Blauwart         | DLR            | 385          | 0,71         |             |             |  |
|                | Philippe Hamain           | Divers droite  | 356          | 0,66         |             |             |  |
|                | Catherine Playe           | NPA            | 317          | 0,58         |             |             |  |
|                | Fanny Le Padellec         | MOC            | 4            | 0,01         |             |             |  |
|                | Djamel Ouadah             | AÉI            | 0            | 0,00         |             |             |  |
|                |                           |                |              |              |             |             |  |
| Inscrits       | Inscrits                  | Inscrits       | 89 029       | 100,00       | 89 021      | 100,00      |  |
| Abstentions    | Abstentions               | Abstentions    | 33 284       | 37,39        | 35 346      | 39,71       |  |
| Votants        | Votants                   | Votants        | 55 745       | 62,61        | 53 675      | 60,29       |  |
| Blancs et nuls | Blancs et nuls            | Blancs et nuls | 1 394        | 2,5          | 3 388       | 6,31        |  |
| Exprimés       | Exprimés                  | Exprimés       | 54 351       | 97,5         | 50 287      | 93,69       |  |

#### Septième circonscription (Calais)
| Candidat       | Candidat           | Parti                 | Premier tour | Premier tour | Second tour | Second tour |  |
| Candidat       | Candidat           | Parti                 | Voix         | %            | Voix        | %           |  |
| -------------- | ------------------ | --------------------- | ------------ | ------------ | ----------- | ----------- |  |
|                | Yann Capet élu     | PS                    | 15 860       | 33,64        | 26 861      | 61,44       |  |
|                | Philippe Mignonet  | UMP                   | 8 806        | 18,68        | 16 857      | 38,56       |  |
|                | Françoise Vernalde | RBM (FN)              | 7 330        | 15,55        |             |             |  |
|                | Jacky Hénin        | FG (PCF)              | 6 946        | 14,73        |             |             |  |
|                | Michel Hamy        | Divers droite         | 2 640        | 5,60         |             |             |  |
|                | Catherine Fournier | Divers droite (MoDem) | 2 499        | 5,30         |             |             |  |
|                | Véronique Boutin   | EÉLV (MÉI)            | 857          | 1,82         |             |             |  |
|                | Philippe Blet      | MRC                   | 831          | 1,76         |             |             |  |
|                | Charles François   | PRG                   | 532          | 1,13         |             |             |  |
|                | Françoise Millot   | LO                    | 333          | 0,71         |             |             |  |
|                | Bernard Playe      | NPA                   | 274          | 0,58         |             |             |  |
|                | Jérôme Debuire     | AÉI                   | 234          | 0,50         |             |             |  |
|                | Nadine Baude       | MOC                   | 7            | 0,01         |             |             |  |
|                |                    |                       |              |              |             |             |  |
| Inscrits       | Inscrits           | Inscrits              | 92 413       | 100,00       | 92 392      | 100,00      |  |
| Abstentions    | Abstentions        | Abstentions           | 44 427       | 48,07        | 46 484      | 50,31       |  |
| Votants        | Votants            | Votants               | 47 986       | 51,93        | 45 908      | 49,69       |  |
| Blancs et nuls | Blancs et nuls     | Blancs et nuls        | 837          | 1,74         | 2 190       | 4,77        |  |
| Exprimés       | Exprimés           | Exprimés              | 47 149       | 98,26        | 43 718      | 95,23       |  |

#### Huitième circonscription (Saint-Omer)
| Candidat                          | Candidat                    | Parti          | Premier tour | Premier tour | Second tour | Second tour |  |
| Candidat                          | Candidat                    | Parti          | Voix         | %            | Voix        | %           |  |
| --------------------------------- | --------------------------- | -------------- | ------------ | ------------ | ----------- | ----------- |  |
|                                   | Michel Lefait sortant réélu | PS             | 26 144       | 48,55        | 32 414      | 65,64       |  |
|                                   | François Decoster           | NC (UMP)       | 11 857       | 22,02        | 16 964      | 34,36       |  |
|                                   | Evelyne Geronnez            | RBM (FN)       | 8 461        | 15,71        |             |             |  |
|                                   | René Hocq                   | FG (PCF)       | 4 596        | 8,53         |             |             |  |
|                                   | Dany Masset-Mallevaës       | CpF (MoDem)    | 1 068        | 1,98         |             |             |  |
|                                   | Catherine Glinatsis         | MÉI            | 1 017        | 1,89         |             |             |  |
|                                   | Laure Bourel                | LO             | 543          | 1,01         |             |             |  |
|                                   | Armelle Lorvellec           | MOC            | 164          | 0,30         |             |             |  |
|                                   |                             |                |              |              |             |             |  |
| Inscrits                          | Inscrits                    | Inscrits       | 93 192       | 100,00       | 93 191      | 100,00      |  |
| Abstentions                       | Abstentions                 | Abstentions    | 38 179       | 40,97        | 41 455      | 44,48       |  |
| Votants                           | Votants                     | Votants        | 55 013       | 59,03        | 51 736      | 55,52       |  |
| Blancs et nuls                    | Blancs et nuls              | Blancs et nuls | 1 163        | 2,11         | 2 358       | 4,56        |  |
| Exprimés                          | Exprimés                    | Exprimés       | 53 850       | 97,89        | 49 378      | 95,44       |  |
| Source : Ministère de l'Intérieur |                             |                |              |              |             |             |  |

#### Neuvième circonscription (Béthune)
| Candidat       | Candidat                 | Parti                         | Premier tour | Premier tour | Second tour | Second tour |  |
| Candidat       | Candidat                 | Parti                         | Voix         | %            | Voix        | %           |  |
| -------------- | ------------------------ | ----------------------------- | ------------ | ------------ | ----------- | ----------- |  |
|                | André Flajolet sortant   | UMP                           | 13 702       | 30,21        | 20 807      | 49,17       |  |
|                | Stéphane Saint-André élu | PRG (PS)                      | 10 159       | 22,40        | 21 509      | 50,83       |  |
|                | Aurélia Beigneux         | RBM (FN)                      | 7 658        | 16,88        |             |             |  |
|                | Alain Delannoy           | diss. PS                      | 4 929        | 10,87        |             |             |  |
|                | Pascal Barois            | FG (PCF)                      | 3 526        | 7,77         |             |             |  |
|                | Daniel Boys              | Divers gauche                 | 3 370        | 7,43         |             |             |  |
|                | Anne Ecuyer              | EÉLV (MÉI)                    | 861          | 1,90         |             |             |  |
|                | Charline Turpin          | LT-LNÉ                        | 501          | 1,10         |             |             |  |
|                | Marie-Danièle Duquenne   | LO                            | 380          | 0,84         |             |             |  |
|                | Abdellah Baïk            | AÉI                           | 214          | 0,47         |             |             |  |
|                | Anne Fiquet              | Divers (Mouvement anti-radar) | 37           | 0,08         |             |             |  |
|                | Martine Vanpouille-Daver | MOC                           | 17           | 0,04         |             |             |  |
|                |                          |                               |              |              |             |             |  |
| Inscrits       | Inscrits                 | Inscrits                      | 79 278       | 100,00       | 79 278      | 100,00      |  |
| Abstentions    | Abstentions              | Abstentions                   | 32 797       | 41,37        | 34 448      | 43,45       |  |
| Votants        | Votants                  | Votants                       | 46 481       | 58,63        | 44 830      | 56,55       |  |
| Blancs et nuls | Blancs et nuls           | Blancs et nuls                | 1 127        | 2,42         | 2 514       | 5,61        |  |
| Exprimés       | Exprimés                 | Exprimés                      | 45 354       | 97,58        | 42 316      | 94,39       |  |

#### Dixième circonscription (Bruay-la-Buissière)
| Candidat       | Candidat                    | Parti          | Premier tour | Premier tour | Second tour | Second tour |  |
| Candidat       | Candidat                    | Parti          | Voix         | %            | Voix        | %           |  |
| -------------- | --------------------------- | -------------- | ------------ | ------------ | ----------- | ----------- |  |
|                | Serge Janquin sortant réélu | PS             | 20 962       | 45,08        | 27 069      | 63,41       |  |
|                | Monique Lamare              | RBM (FN)       | 10 067       | 21,65        | 15 620      | 36,59       |  |
|                | Maureen Paternoga-Leleu     | UMP            | 6 826        | 14,68        |             |             |  |
|                | Thomas Boulard              | FG (PCF)       | 4 613        | 9,92         |             |             |  |
|                | Lisette Sudic-Taillieu      | EÉLV (MÉI)     | 840          | 1,81         |             |             |  |
|                | Davy Carincotte             | LT-LNÉ         | 589          | 1,27         |             |             |  |
|                | Elodie Milot                | CpF (MoDem)    | 550          | 1,18         |             |             |  |
|                | Daniel Mouton               | DLR            | 547          | 1,18         |             |             |  |
|                | Flore Lataste               | LO             | 535          | 1,15         |             |             |  |
|                | Gérard Cailliau             | NPA            | 336          | 0,72         |             |             |  |
|                | Martine Lefébure            | MPF            | 301          | 0,65         |             |             |  |
|                | Annick Charlety             | NC             | 250          | 0,54         |             |             |  |
|                | Olivier Bouly               | MOC            | 87           | 0,19         |             |             |  |
|                |                             |                |              |              |             |             |  |
| Inscrits       | Inscrits                    | Inscrits       | 89 833       | 100,00       | 89 833      | 100,00      |  |
| Abstentions    | Abstentions                 | Abstentions    | 42 222       | 47           | 44 371      | 49,39       |  |
| Votants        | Votants                     | Votants        | 47 611       | 53           | 45 462      | 50,61       |  |
| Blancs et nuls | Blancs et nuls              | Blancs et nuls | 1 108        | 2,33         | 2 773       | 6,1         |  |
| Exprimés       | Exprimés                    | Exprimés       | 46 503       | 97,67        | 42 689      | 93,9        |  |

#### Onzième circonscription (Hénin-Beaumont)
| Candidat                          | Candidat           | Parti             | Premier tour | Premier tour | Second tour | Second tour |  |
| Candidat                          | Candidat           | Parti             | Voix         | %            | Voix        | %           |  |
| --------------------------------- | ------------------ | ----------------- | ------------ | ------------ | ----------- | ----------- |  |
|                                   | Marine Le Pen      | RBM (FN)          | 22 460       | 42,26        | 26 696      | 49,89       |  |
|                                   | Philippe Kemel élu | PS                | 12 609       | 23,72        | 26 814      | 50,11       |  |
|                                   | Jean-Luc Mélenchon | FG (PG) (PCF)     | 11 406       | 21,46        |             |             |  |
|                                   | Jean Urbaniak      | MoDem (UMP)       | 4 179        | 7,86         |             |             |  |
|                                   | Marine Tondelier   | EÉLV (MÉI)        | 849          | 1,60         |             |             |  |
|                                   | Michel Vast        | DLR               | 488          | 0,93         |             |             |  |
|                                   | Murielle Richet    | LT-LNÉ            | 331          | 0,62         |             |             |  |
|                                   | Nathalie Hubert    | LO                | 330          | 0,62         |             |             |  |
|                                   | Séverine Duval     | NPA               | 177          | 0,33         |             |             |  |
|                                   | Michèle Dessenne   | M'PEP (PRCF)      | 94           | 0,19         |             |             |  |
|                                   | Mohamed Bousnane   | AÉI               | 85           | 0,16         |             |             |  |
|                                   | Rachida Sahraoui   | PRV               | 80           | 0,15         |             |             |  |
|                                   | Pierre Rose        | MOC               | 61           | 0,11         |             |             |  |
|                                   | Daniel Cuchiarro   | Divers écologiste | 0            | 0,00         |             |             |  |
|                                   |                    |                   |              |              |             |             |  |
| Inscrits                          | Inscrits           | Inscrits          | 94 135       | 100,00       | 94 135      | 100,00      |  |
| Abstentions                       | Abstentions        | Abstentions       | 40 011       | 42,5         | 38 452      | 40,85       |  |
| Votants                           | Votants            | Votants           | 54 124       | 57,5         | 55 683      | 59,15       |  |
| Blancs et nuls                    | Blancs et nuls     | Blancs et nuls    | 975          | 1,8          | 2 173       | 3,9         |  |
| Exprimés                          | Exprimés           | Exprimés          | 53 149       | 98,2         | 53 510      | 96,1        |  |
| Source : Ministère de l'Intérieur |                    |                   |              |              |             |             |  |

Après avoir investi le secrétaire fédéral du PCF Hervé Poly, le FG annonce réfléchir à investir Jean-Luc Mélenchon pour aller combattre son ancienne adversaire à la présidentielle, Marine Le Pen. Après avoir obtenu l'investiture du PCF, Jean-Luc Mélenchon officialise sa candidature.

#### Douzième circonscription (Liévin)
| Candidat       | Candidat                     | Parti          | Premier tour | Premier tour | Second tour | Second tour |  |
| Candidat       | Candidat                     | Parti          | Voix         | %            | Voix        | %           |  |
| -------------- | ---------------------------- | -------------- | ------------ | ------------ | ----------- | ----------- |  |
|                | Charlotte Soula              | RBM (FN)       | 12 839       | 25,69        | 19 905      | 43,17       |  |
|                | Nicolas Bays élu             | PS (PRG)       | 12 296       | 24,61        | 26 216      | 56,83       |  |
|                | Jean-Pierre Kucheida sortant | Divers gauche  | 10 811       | 21,64        |             |             |  |
|                | Frédéric Lamant              | UMP            | 6 099        | 12,21        |             |             |  |
|                | Christian Champiré           | FG (PCF)       | 4 595        | 9,20         |             |             |  |
|                | Hervé Rubin                  | EÉLV (MÉI)     | 756          | 1,51         |             |             |  |
|                | Régis Scheenaerts            | LO             | 713          | 1,43         |             |             |  |
|                | Michel Richet                | LT-LNÉ         | 580          | 1,16         |             |             |  |
|                | Anne Delpech                 | CpF (MoDem)    | 572          | 1,14         |             |             |  |
|                | Jacques Kleinpeter           | NPA            | 263          | 0,53         |             |             |  |
|                | Laëtitia Matiatos            | NC             | 199          | 0,40         |             |             |  |
|                | Habiba Chouaf                | AÉI            | 146          | 0,29         |             |             |  |
|                | Charlotte Albrun             | MOC            | 99           | 0,20         |             |             |  |
|                |                              |                |              |              |             |             |  |
| Inscrits       | Inscrits                     | Inscrits       | 94 597       | 100,00       | 94 598      | 100,00      |  |
| Abstentions    | Abstentions                  | Abstentions    | 43 276       | 45,75        | 45 175      | 47,75       |  |
| Votants        | Votants                      | Votants        | 51 321       | 54,25        | 49 423      | 52,25       |  |
| Blancs et nuls | Blancs et nuls               | Blancs et nuls | 1 353        | 2,64         | 3 302       | 6,68        |  |
| Exprimés       | Exprimés                     | Exprimés       | 49 968       | 97,36        | 46 121      | 93,32       |  |

Le 18 mai 2012, le PS décide d'investir Nicolas Bays face à Jean-Pierre Kucheida.